# Grande Loge symbolique espagnole
Pour les articles homonymes, voir GLSE.
La Grande Loge symbolique espagnole (GLSE), en espagnol : Gran Logia Simbólica Española est une obédience maçonnique espagnole fondée en 1980 par un groupe de francs-maçons revenus d'exil après la fin du régime du général Franco.
En 1983, elle adhère au CLIPSAS. Elle fait également partie de l'Espace maçonnique européen (EME)  et de l'Union Maçonnique de la Méditerranée (UMM) . 

## Histoire
C'est une obédience mixte adogmatique et libérale travaillant au Rite écossais ancien et accepté (REAA) permet l'existence de loges exclusivement masculines, exclusivement féminines et mixtes. Elle est adogmatique car ne nécessite pas la croyance en un dieu et accepte croyants, agnostiques et athées ; elle est libérale car tous les officiers sont élus au suffrage universel.
Dès sa création, de bonnes relations entre la GLSE et la franc-maçonnerie féminine se sont établies. En 1992, Ascension Tejerina est élue grand maître de la GLSE et fut la première femme à la tête d'une obédience en Espagne.
Elle possède aussi une loge en Belgique à Gand (la loge no 4 La Luz).